# Eupithecia fletcherata
Eupithecia fletcherata es una especie de polilla de la familia Geometridae. La especie fue descrita por primera vez por George Taylor habiendo sido descrita en 1907, con distribución en el este de Estados Unidos y Canadá. El holotipo de la especie fue descrita en los alrededores de Weyanoke, Luisiana. La especie es el tipo de un grupo de especies diverso y de varias especies distribuidos en América del Norte, Europa y Asia, con enfoque en tres especies concentradas en Norteamérica septentrional.
La especie lleva el nombre de James Fletcher, un coleccionista de lepidópteros de Canadá.